# René Schneider (1973)
René Schneider (Schwerin, 1º febbraio 1973) è un ex calciatore tedesco.

## Carriera

### Club
Schneider ha giocato nell'Hansa Rostock, con cui ha debuttato in Bundesliga nel 1995, nel Borussia Dortmund, con cui ha vinto la Champions League e la Coppa Intercontinentale nel 1997, nell'Amburgo e, dopo un anno di inattività, nell'Osnabrück.
Dopo essersi ritirato dall'attività agonistica nel 2004 ha conseguito il patentino di allenatore e aperto una propria scuola calcio.

### Nazionale
Schneider ha disputato una sola partita con la Germania, il 15 dicembre 1995 contro il Sudafrica (0-0).
Ha inoltre fatto parte della Nazionale tedesca che ha vinto gli Europei 1996.

## Statistiche

### Cronologia presenze e reti in nazionale
| Cronologia completa delle presenze e delle reti in nazionale ― Germania | Cronologia completa delle presenze e delle reti in nazionale ― Germania | Cronologia completa delle presenze e delle reti in nazionale ― Germania | Cronologia completa delle presenze e delle reti in nazionale ― Germania | Cronologia completa delle presenze e delle reti in nazionale ― Germania | Cronologia completa delle presenze e delle reti in nazionale ― Germania | Cronologia completa delle presenze e delle reti in nazionale ― Germania | Cronologia completa delle presenze e delle reti in nazionale ― Germania |
| Data                                                                    | Città                                                                   | In casa                                                                 | Risultato                                                               | Ospiti                                                                  | Competizione                                                            | Reti                                                                    | Note                                                                    |
| ----------------------------------------------------------------------- | ----------------------------------------------------------------------- | ----------------------------------------------------------------------- | ----------------------------------------------------------------------- | ----------------------------------------------------------------------- | ----------------------------------------------------------------------- | ----------------------------------------------------------------------- | ----------------------------------------------------------------------- |
| 15-12-1995                                                              | Johannesburg                                                            | Sudafrica                                                               | 0 – 0                                                                   | Germania                                                                | Amichevole                                                              | -                                                                       |                                                                         |
| Totale                                                                  |                                                                         | Presenze                                                                | 1                                                                       |                                                                         | Reti                                                                    | 0                                                                       |                                                                         |

## Palmarès

### Club

#### Competizioni internazionali
- UEFA Champions League: 1

Borussia Dortmund: 1996-1997
- Coppa Intercontinentale: 1

Borussia Dortmund: 1997

### Nazionale
- Campionato d'Europa: 1

1996